# Killa Sin
Killa Sin wł. Jeryl Grant (ur. Staten Island, Nowy Jork, USA) – amerykański raper, członek grupy Killarmy, powiązany z grupą Wu-Tang Clan. Należy do The Nation of Gods and Earths.

## Dyskografia

### Killarmy
- 1997: Silent Weapons for Quiet Wars
- 1999: Dirty Weaponry
- 2001: Fear, Love & War

### Gościnnie
- 1995: utwór „Stop the Breaks” (oficjalnie nie wydany)
- 1996: utwór Shyheima pt. „Young Godz” z albumu The Lost Generation
- 1997: utwór Wu All-Stars pt. „Soul In The Hole” z albumu Soul In The Hole
- 1998: utwór La the Darkman pt. „Heist of the Century” z albumu Heist of the Century
- 1998: utwór Method Mana pt. „Spazzola” z albumu Tical 2000: Judgement Day
- 1998: utwór ONYX pt. „The Worst” z albumu Shut 'Em Down
- 1999: utwór RZA pt. „Terrorist” z albumu Bobby Digital in Stereo
- 1999: utwór Inspectah Decka pt. „9th Chamber z albumu Uncontrolled Substance
- 2001: utwory RZA pt. „Fools”, „La Rhumba” z albumu Digital Bullet
- 2001: utwór Ghostface Killah pt. „Strawberry” z albumu Bulletproof Wallets
- 2003: utwór Inspectah Decka pt. „Framed” z albumu The Movement
- 2006: utwór Bronze Nazareth pt. „The Bronzeman” z albumu The Great Migration
- 2006: utwór Masta Killi pt. „East MC's” z albumu Made in Brooklyn
- 2006: utwór Ghostface Killah pt. „Guns N' Razors” z albumu More Fish
- 2007: utwory Cilvaringza pt. „Dart Tournament”, „Blazing Saddles” z albumu I